# Beniaminów (województwo mazowieckie)

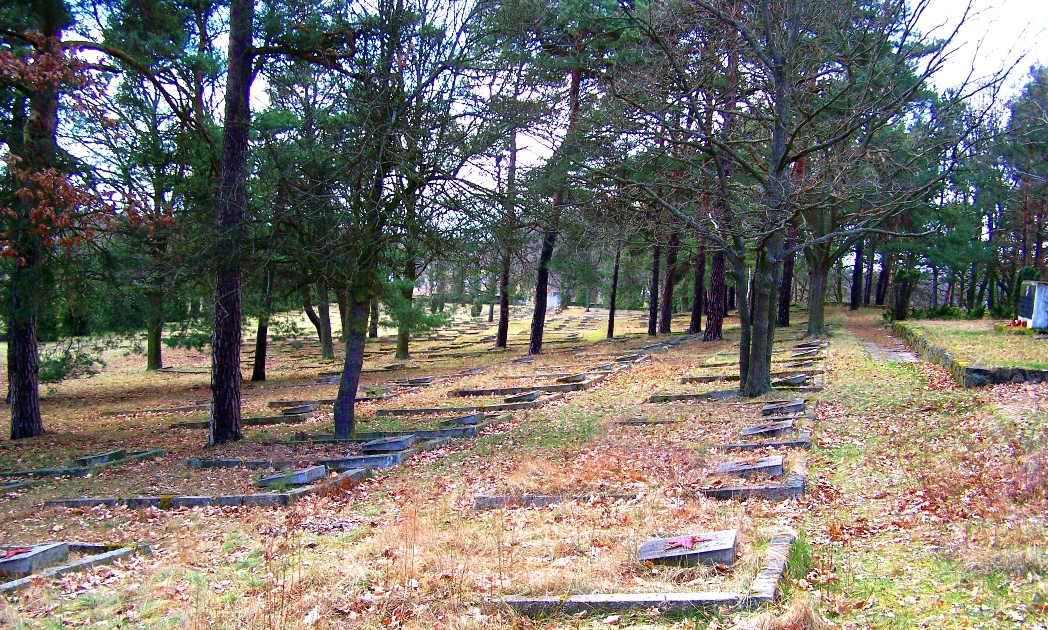
Cmentarz jeńców wojennych między Beniaminowem a Białobrzegami

Beniaminów – wieś sołecka w Polsce położona w województwie mazowieckim, w powiecie legionowskim, w gminie Nieporęt.

## Opis
Znajduje się tu Fort Beniaminów, zbudowany przez Rosjan w okresie poprzedzającym I wojnę światową. Umocnienie zostało zaprojektowane przez gen. inż. Wieliczkę. Prace budowlane podjęto w roku 1904. Przerwane w roku 1909 nigdy nie zostały ukończone.Często mylnie podawany jako miejsce internowania oficerów Legionów w latach 1917–1918.
W sierpniu 1941 Niemcy utworzyli w Beniaminowie obóz dla jeńców radzieckich (Stalag 368, następnie Stalag 333). Był on zlokalizowany między koszarami a wsią Białobrzegi. Posiadał również filie w innych miejscowościach. Na początku 1944 do obozu trafiali także jeńcy włoscy. Według szacunków przez obóz w Beniaminowie przeszło ok. 30–32 tys. osób.
30 czerwca 1952 z Radzymina wyłączono półenklawę Łąki i enklawę Dąbkowizna, i włączono je do gromady Beniaminów w gminie Radzymin w powiecie radzymiński. Dzień później, 1 lipca 1952 gromadę Beniaminów włączono do gminy Nieporęt w powiecie nowodworskim. Jesienią 1954 wszedł w skład gromady Nieporęt. W latach 1970. Łąki odłączono od Beniaminowa, i występują już w spisie miejscowości gromady Radzymin w powiecie wołomińskim. Od 1973 Beniaminów stanowi sołectwo w reaktywowanej gminie Nieporęt.
W latach 1975–1998 miejscowość administracyjnie należała do województwa warszawskiego.
Od nazwy miejscowości pochodzi nazwa stacji kolejowej Beniaminów, choć położona jest na terenie wsi Białobrzegi.

## Zabytki
Fort, mur.-ziem., XIX/XX, nr rej.: 1462-A z 11.01.1991 r.